# Женя Густман
Женя Густман (англ. Eugene Goostman) — виртуальный собеседник, который, согласно первоначальным сообщениям в СМИ, «впервые сумел пройти тест Тьюринга» на испытаниях, организованных в 2014 году университетом Рединга (Великобритания). Он появился в 2001 году.

## История
Был создан группой из трёх программистов: Владимира Веселова (родом из России, живёт в Нью-Джерси), Евгения Демченко (родом из Украины) и Сергея Уласеня (родом из России). Разработка программы была начата в Санкт-Петербурге в 2001 году. Чтобы характер и знания Густмана казались более правдоподобными, он представляется пользователям 13-летним мальчиком из Одессы.
Густман с момента его создания принимал участие в ряде соревнований на прохождение теста Тьюринга и несколько раз занимал второе место в соревновании на премию Лёбнера. В июне 2012 года Густман выиграл соревнование в честь 100-летия Алана Тьюринга, сумев убедить 29 % судей, что он человек. 7 июня 2014 года, на конкурсе, посвященном 60-летию со дня смерти Тьюринга, Густман убедил 33 % судей, что он человек, и, по словам Кевина Уорика, стал первым в истории компьютером, прошедшим тест Тьюринга.

## Техника
Еще со времен чат-бота Элизы, продемонстрированного в 1965 году, стало очевидно, что многих людей легко ввести в заблуждение, используя множество простых уловок, не имеющих ничего общего с интеллектом. Машина может избежать лишних вопросов, например, притворившись параноиком, подростком или иностранцем с недостаточным знанием местного языка. Создатели Жени Густмана применили все три приема.

## Оценки
Имеются утверждения, что Густман стал далеко не первым, и даже не лучшим по результатам аналогичных тестов. Результат в 59 % был показан ещё в 2011 году ботом Cleverbot. В ответ на подобные утверждения организатор соревнования 2014 года в университете Рединга, профессор Кевин Уорик подчеркнул, что, в отличие от предыдущих соревнований, к которым применяли слова «тест Тьюринга», в этот раз было проведено больше одновременных сравнительных тестов, чем когда-либо ещё, они были независимо проверены и, что критично, тематика бесед не была ограничена.
Сам Тьюринг вовсе не устанавливал столь низкий процент введённых в заблуждение собеседников в качестве критерия «прохождения теста», а лишь предположил, что в 2000 году компьютеры с объёмом памяти около 109 бит смогут играть в имитационную игру так, что у среднего собеседника будет не более 70 % шансов опознать машину после пятиминутного собеседования.

Критики теста Тьюринга принижают значимость соревнований на прохождение теста, утверждая, что Женя Густман является лишь «чатботом»: 
…Машина прикидывается всего лишь ребёнком, ну а полноценное прохождение теста Тьюринга невозможно ею в принципе. Ибо тест всего лишь бихевиористичен; на принципиальный вопрос — мыслит ли машина? — он ответа дать не может… Данные вопросы, конечно, могут обеспечить работой поколения философов-профессионалов, равно как и досугом — обширные круги философов-самоучек. Но вот с точки зрения инженерного дела или бизнеса они никакого смысла не имеют.

Цель искусственного интеллекта, очевидно, заключается не в том, чтобы обмануть людей, а в том, чтобы достигнуть понимания мира и научиться действовать в нем способами, сравнимыми по своей полезности, эффективности и надежности с человеческой деятельностью. Специалисты отмечают, что теста Тьюринга для этого недостаточно. Более корректное тестирование подразумевает широкий спектр задач, таких как понимание человеческого языка, способность делать выводы о физическом и умственном состоянии людей, анализ видео на YouTube, владение элементарными научными знаниями и способность к автономному выполнению роботизированных операций.